# سکاپه (استان اشوی‌داشکسیه)
سکاپه (به لهستانی: Skąpe) یک منطقهٔ مسکونی در لهستان است که در گمینا سووپیا (شهرستان کونگسکیه) واقع شده‌است. سکاپه ۱۹۰ نفر جمعیت دارد.